# Rahmane Barry
Rahmane Barry (Dakar, 30 agosto 1986) è un ex calciatore senegalese, di ruolo centrocampista.